# Oczyszczenie sąsiedztwa
Oczyszczenie sąsiedztwa (B.E. clearing the neighbourhood), albo dominacja dynamiczna (B.E. dynamical dominance), wokół orbity ciała niebieskiego opisuje ciało, które staje się grawitacyjnie dominujące, tak że nie ma innych ciał o porównywalnych rozmiarach innych niż jego naturalne satelity lub te, które w inny sposób znajdują się pod jego wpływem grawitacyjnym.
"Oczyszczenie sąsiedztwa" jest jednym z trzech kryteriów niezbędnych do uznania ciała niebieskiego za planetę w Układzie Słonecznym, zgodnie z definicją przyjętą w 2006 roku przez Międzynarodową Unię Astronomiczną (MUA). W 2015 r. zaproponowano rozszerzenie tej definicji na egzoplanety.
W końcowych etapach formowania się planety, tak zdefiniowana planeta "oczyści sąsiedztwo" własnej strefy orbitalnej, tj. usunie inne ciała o porównywalnych rozmiarach. Duże ciało, które spełnia inne kryteria planety, ale nie oczyściło swojego sąsiedztwa, jest klasyfikowane jako planeta karłowata. Obejmuje to Plutona, którego orbita przecina się z orbitą Neptuna i dzieli swoje orbitalne sąsiedztwo z wieloma obiektami pasa Kuipera. Definicja MUA nie przypisuje temu terminowi konkretnych liczb lub równań, ale wszystkie uznane przez MUA planety oczyściły swoje sąsiedztwo w znacznie większym stopniu (o rzędy wielkości) niż jakakolwiek planeta karłowata lub kandydat na planetę karłowatą.
Sformułowanie to pochodzi z artykułu przedstawionego na zgromadzeniu ogólnym MUA w 2000 r. przez naukowców planetarnych Alana Sterna i Harolda Levisona. Autorzy użyli kilku podobnych zwrotów, opracowując teoretyczne podstawy do określenia, czy obiekt krążący wokół gwiazdy może "oczyścić sąsiedni region" z planetozymalów na podstawie masy obiektu i jego okresu orbitalnego. Steven Soter woli używać terminu "dominacja dynamiczna", podczas gdy Jean-Luc Margot zauważa, że taki język "seems less prone to misinterpretation" ["wydaje się mniej podatny na błędną interpretację"].
Przed 2006 r. MUA nie miała określonych zasad nazywania planet, ponieważ od dziesięcioleci nie odkryto żadnej nowej planety, podczas gdy istniały dobrze ugruntowane zasady nazywania wielu nowo odkrytych małych ciał, takich jak asteroidy czy komety. Proces nadawania nazwy Eris utknął w martwym punkcie po ogłoszeniu jej odkrycia w 2005 roku, ponieważ jej rozmiar był porównywalny z wielkością Plutona. MUA starała się rozwiązać kwestię nazewnictwa Eris poprzez poszukiwanie definicji taksonomicznej w celu odróżnienia planet od planet podrzędnych.